# Mégalithe de Guillay
Le mégalithe de Guillay ou pierre de Guillay est un menhir situé sur la commune de Larrivière-Saint-Savin, dans le département français des Landes.
Il est classé monument historique le 28 mars 1978, cas unique parmi les menhirs du département.

## Situation
Il se dresse à environ 5 km au sud-est de Larrivière, au bord de la route D11 vers Eugénie-les-Bains, au lieu-dit le Guillay — d'où son nom —, à quelque 135 m d'altitude.

## Présentation
Ce mégalithe est en grès de Coudures, datant de l'Éocène. Il mesure 3,20 m de haut pour 2,20 m de large et 1 m d'épaisseur (3,30 m de haut pour 2,30 m de large et 1 m d'épaisseur, selon Merlet 2009, p. 315). Son poids est estimé à 20 tonnes. Elle fut retrouvée couchée en 1967 lors d'un défrichement. La municipalité de Larrivière l'a relevée près de l'emplacement où elle a été retrouvée grâce à l'accord du propriétaire du terrain, l'aide du Centre national de la recherche scientifique et des architectes des bâtiments de France. La partie supérieure du monolithique est cassée mais a été remontée à cette occasion.
Elle a été érigée et sculptée durant le Néolithique. Elle comporte, sur la face sud à 0,50 m du sommet des gravures primitives peu profondes obtenues par piquetage sur une surface précédemment polie. D'aucuns y voient la représentation d'un cervidé et un char avec roue, essieu et timon.  En voici une description donnée en 1968 :

« Ce menhir couché, dont le sommet était d'ailleurs cassé depuis longtemps, portait en effet des gravures sur l'une de ses faces :  l'une faite par martelage sur une surface préalablement polie, représentait schématiquement un cervidé, l'autre, creusée linéairement paraissait d'abord être une roue solaire (croix dans un cercle), mais semble bien être l'une des deux roue d'un char avec son essieu et un timon. L'autre roue est moins visible.

(...) Les pierres dressées en menhirs pourraient être placées, avec assez de vraisemblance, aux environs du début du second millénaire avant notre ère. Ce serait sans doute le cas pour les gravures signalées ci-dessus. »

— Arambourou & Thibault 1968, p. 280
Pour Alain Beyneix, le quadrupède à longues cornes pourrait être un bovidé attaché par le mufle à une longe, le style rappelant le bestiaire ibérique. Les deux motifs schématiques évoquent d'autres motifs similaires, courants dans la Vallée des Merveilles, qui pourraient représenter des champs cultivés.